# Mr. Magoo
Mr. Magoo is een Amerikaans tekenfilmfiguur. Het personage is een oude slechtziende man die niet wil accepteren dat hij niet kan zien. Hij werd geïntroduceerd in de korte tekenfilm The Ragtime Bear uit 1949. De tekenfilms over Magoo waren vijf keer genomineerd voor de Oscar voor beste korte animatiefilm waarvan er twee wonnen, When Magoo Flew uit 1954 en Magoo's Puddle Jumper uit 1956. In totaal produceerde Columbia Pictures 53 tekenfilms met Magoo en een lange speelfilm genaamd 1001 Arabian Nights. In 1997 kwam een filmremake uit met Leslie Nielsen als Magoo. In 2010 volgde een animatiefilm, Kung-Fu Magoo.